# Louis de Battenberg
Pour les articles homonymes, voir Louis Mountbatten (homonymie) et Alexandre de Battenberg.
Titre
Premier Lord de la Mer
9 décembre 1912 – 30 octobre 1914
(4 ans, 10 mois et 21 jours)
Louis Mountbatten (né prince Ludwig Alexander von Battenberg le 24 mai 1854 et mort le 11 septembre 1921), prince de Battenberg puis 1er marquis de Milford Haven, est un homme politique britannique et ancien prince allemand issu du mariage morganatique d'Alexandre de Hesse-Darmstadt et de Julia von Hauke, titrée princesse de Battenberg.

## Biographie
Issu de l'union morganatique du prince Alexandre de Hesse-Darmstadt, le prince est un proche parent des souverains européens. Pour autant, il n'est pas considéré comme membre d'une maison souveraine. Il n'est pas prince de Hesse mais porte le titre octroyé à sa mère. Vers 1880, il a pour maîtresse l'actrice anglaise Lillie Langtry dont il a une fille, née discrètement à Paris avec le soutien du prince de Galles, autre amant de l'actrice.
Nonobstant ce handicap social, il est apprécié par les membres du gotha européen. La princesse Victoria de Hesse-Darmstadt, s'éprend de son cousin. Fille du grand-duc Louis IV de Hesse, petite-fille de la reine Victoria du Royaume-Uni, nièce du tsar Alexandre II de Russie, un mariage avec un prince morganatique n'est pas envisageable. La princesse bénéficie du soutien de sa royale et impériale grand-mère. Le grand-duc de Hesse-et-du-Rhin donne son accord et ils se marient le 30 avril 1884 à Darmstadt. Le jeune couple s'installe en Angleterre où le prince poursuit une carrière distinguée dans la Royal Navy, devenant un protégé de son futur roi — et oncle par alliance — Édouard VII. Du 9 décembre 1912 au 30 octobre 1914, il est Premier Lord de la Mer (First Sea Lord).
En 1885, sa belle-sœur la princesse Élisabeth de Hesse épouse le grand-duc Serge de Russie, fils cadet du tsar Alexandre II, assassiné en 1881. En 1894, sa plus jeune belle-sœur Alix de Hesse épouse le tsar Nicolas II de Russie. En 1906, sa nièce Victoria Eugénie de Battenberg épouse le roi Alphonse XIII d'Espagne
En 1917, sous la pression germanophobe des Britanniques, il anglicise son nom en Mountbatten. Le 22 août 1921, il est promu Amiral de la flotte, titre le plus prestigieux de la Royal Navy.

## Mariage et descendance
Il contracte une union brillante en 1884 en épousant sa cousine Victoria de Hesse-Darmstadt (château de Windsor, 5 avril 1863 - Palais de Kensington, Londres, 24 septembre 1950), issue, comme lui, de la Maison de Hesse, fille du grand duc Louis IV de Hesse et de la défunte Alice du Royaume-Uni.
Ce mariage — morganatique en Allemagne — est possible pour la seule raison que la princesse, très éprise, reçoit le soutien de sa grand-mère la reine Victoria.
En 1917, il renonce à sa nationalité allemande et est titré marquis de Milford-Haven.
Victoria de Battenberg était la sœur aînée de la grande duchesse Élisabeth de Russie et de la tsarine Alexandra, épouse de Nicolas II, toutes deux sommairement exécutées avec leur famille par les bolcheviques en 1918, du grand-duc Louis V de Hesse, qui abdiqua en 1918 et mourut peu avant que sa famille, notamment son fils aîné Georges de Hesse-Darmstadt ne soit victime d'un accident d'avion en 1937 ainsi que de la princesse Irène de Hesse-Darmstadt, belle-sœur du kaiser Guillaume II.
De cette union naissent :
- Alice (1885-1969), épouse en 1903 le prince André de Grèce qui auront entre autres un fils Philippe (1921-2021), époux de la reine Élisabeth II ;
- Louise (1889-1965) qui épouse en 1923 le roi de Suède Gustave VI Adolphe, veuf de sa cousine Margaret de Connaught ;
- George (1892-1938) qui épouse Nadejda Mikhailovna de Torby, arrière-petite-fille du tsar Nicolas Ier de Russie ;
- Louis (1900-assassiné en 1979), vice-roi des Indes, qui épouse en 1922 lady Edwina Ashley.